# Bovenmolen G
Bovenmolen G is een omstreeks 1633, in het Noord-Hollandse dorp Schermerhorn, gebouwde poldermolen. In 1854 is de molen voorzien van een vijzel. De molen is een rietgedekte achtkantige molen van het type grondzeiler met een oudhollands wiekenkruis. De kap van de molen is voorzien van een kruiwerk met houten rollen, dat van binnen gekruid wordt. De molen is, zoals meer Noord-Hollandse poldermolens, een binnenkruier. Bovenmolen G is voorzien van een vaste stutvang.
De molen maakte in een complex van 6 bovenmolens, 5 middenmolens en 5 ondermolens deel uit van de zogenaamde 'Noordkust' van de Schermer, een van de twee grote complexen om de binnenboezem van de Schermer in 3 trappen in de Schermerboezem af te malen.
Op 23 september 1983 brak, waarschijnlijk door oververhitting van een elektrische lamp, brand uit in de molen, maar door snel ingrijpen is de schade beperkt gebleven. Van 1984 tot 1986 is de molen gerestaureerd.
Op 6 juli 2021 brak de 57 jaar oude ijzeren buitenroede, waarbij veel schade aan de kap ontstond. Op 27 januari 2022 zijn alle bij de roeden gestoken, maar nu door geklonken roeden van de molenmaker Vaags uit Aalten.
De molen zal waarschijnlijk half februari weer draaivaardig zijn.
Bovenmolen G is eigendom van Stichting De Schermer Molens en is niet te bezoeken.